# Marcia Sedoc
Marcia Sedoc (Paramaribo, 1º novembre 1959) è un'attrice e showgirl surinamese naturalizzata olandese.

## Biografia
Nata nell'ex colonia olandese del Suriname da Richel Bell e Ronald Sedoc, due medici di etnia creola/indios, è la prima di sei fratelli. Verso la fine degli anni sessanta emigrò nei Paesi Bassi, divenendo una top model a soli 17 anni. Trasferitasi a Roma nel 1988, si è distinta come soubrette, ballerina, cantante, attrice di teatro e di cinema. Nei primi anni ottanta, in Italia venne scelta con un'altrettanto giovane Moana Pozzi da Federico Fellini, per una piccola ma significativa parte in Ginger e Fred.
Dopo poco, Renzo Arbore la vide e le fece fare i provini Rai per il suo programma Indietro tutta! (1987). Dotata di forme dolci e provocanti, Marcia Sedoc si mise ben presto in luce, tanto da essere considerata la capogruppo delle ragazze Cacao Meravigliao e un sex symbol. Successivamente la Sedoc è stata spesso ospite in varie trasmissioni Rai quali: Telethon, L'Italia in diretta, serata mondiale con Alba Parietti e Valeria Marini, Pronto, Raffaella?, Maurizio Costanzo Show e Uno Mattina.
Ha preso parte anche alle miniserie Il vigile urbano (1989) con Lino Banfi e Il commissario Corso (1987). Al cinema ha lavorato per Lamberto Bava in Le foto di Gioia (1987) con Serena Grandi, dove interpretava il ruolo di Kelly; per Tinto Brass in Snack Bar Budapest (1988), e per Claudio Fragasso in After Death (Oltre la morte) (1988), e per Claudio Bonivento in Le giraffe (2000), con Sabrina Ferilli e Veronica Pivetti. Ha lavorato, inoltre, con i registi Pupi Avati, Gianni Lepre e Bruno Corbucci.
È stata animatrice del concorso Miss Africa in Italia, iniziativa che, fra gli altri scopi, è volta a favorire l'integrazione di culture e tradizioni completamente diverse fra loro. Marcia Sedoc è Segretario Nazionale Aggiunto del sindacato Samas/Or.S.A., che si prefigge di tutelare professionalità e diritti dei lavoratori dello spettacolo. Ha interpretato un videoclip musicale per la regia di Mario Verger, e pubblicato un libro di aforismi sui bambini e sull'amore, intitolato I buoni muoiono giovani (ed. Shakespeare & Co., 1998). Pratica vari sport: pugilato, mountain bike, calcio (è stata centravanti della nazionale attrici e cantanti).

## Filmografia

### Cinema
- Ginger e Fred, regia di Federico Fellini (1985)
- Le foto di Gioia, regia di Lamberto Bava (1987)
- Italiani a Rio, regia di Michele Massimo Tarantini (1987)
- Snack Bar Budapest, regia di Tinto Brass (1988)
- After Death (Oltre la morte), regia di Claudio Fragasso (1988)
- Le giraffe, regia di Claudio Bonivento (2000)

### Televisione
- Il vigile urbano – miniserie TV, episodio 1x08 (vers. TV) 1x07 (vers. DVD) (1985)
- Il commissario Corso – serie TV, episodio 1x07 (1987)
- Classe di ferro – serie TV, episodio 1x11 (1989)